# Wichí
Wichí (uttalas [wi’ci]) är ett ursprungsfolk i Sydamerika. Det är en samlingsbeteckning för flera olika stammar och de har sitt utbredningsområde i Argentina och Bolivia runt floderna Bermejo och Pilcomayo. 

## Namnfrågan
Wichí kallades för Mataco av de engelska bosättarna, och är fortfarande allmänt kända under detta namn. Termens etymologi är obskyr men i flera källor nämns att Wichí anser termen vara nedsättande. Det finns en folketeymologi för benämningen som relaterar den till det spanska ordet för att döda, matar. Således förordar gruppen själva att man använder Wichí [wiˈci], och benämningen på deras språk är Wichí Lhamtés [wiˈci ɬamˈtes]. 
Det finns en skillnad i uttal som används i vissa områden i Bolivia, [wikˠiʡ], där den egna beteckningen istället är Weenhayek wichi, översatt av Alvarsson (1988) som "de olika människorna" (pl. Weenhayey). I samband med Alvarssons arbete med Weenhayeyinformanter har de sagt att det gamla namnet var Olhamelh ([oɬameɬ]), vilket helt enkelt betyder oss.

## Undergrupper
Flera olika undergrupper inom Wichí har identifierats i litteraturen och har då fått olika namn: 
- Nocten eller Octenay i Bolivia,
- Véjos eller (kanske mer korrekt) Wejwus eller Wehwos, västra Argentina
- Güisnay, eller Tewoq-lhelej, "flodmänniskorna", östra Argentina.

Den här artikeln är helt eller delvis baserad på material från en Wikipedia.